# Vicious White Kids
Vicious White Kids — панк-рок-группа из Лондона, Великобритания, образованная лишь для одного выступления 15 августа 1978 года в зале Electric Ballroom. Экс-басист Sex Pistols Сид Вишес выступил в роли лид-вокалиста. Это был его последний концерт в Англии, так как он умер от передозировки в феврале 1979 года.
Вишес планировал улететь в Нью-Йорк, но ему нужны были денежные средства, и однажды, после неожиданной встречи с бывшим участником Sex Pistols Гленом Мэтлоком, они решили сыграть вместе концерт. Мэтлок, которого Вишес заменил в Sex Pistols, позже сказал, что увидел в выступлении возможность «показать, что между нами нет никакой вражды». Кроме Мэтлока и Вишеса, в группу входил гитарист из The Rich Kids Стив Нью и ударник из The Damned Рэт Скэбис.
Запись концерта была издана множество раз: в 1991 году на DeLorean Records, в 1993 году на Receiver Records, в 2002 году на Castle Records, и в 2007 году на Sanctuary Records. Релиз 2007 года включал интервью с Мэтлоком и Скэбисом.
После релиза в 2007 году газета The Belfast Telegraph назвала исполнение «сырым и чудесно хаотичным».

## Дискография

### The Vicious White Kids featuring Sid Vicious (1991)
1. «C’mon Everybody» (Эдди Кокран) — 2:23
2. «(I'm Not Your) Steppin' Stone» (Томми Бойс/Бобби Харт) — 3:16
3. «(Don't Gimme) No Lip» (Sex Pistols) — 3:07
4. «I Wanna Be Your Dog» (Игги Поп/Рон Эштон/Дэйв Александр/Скотт Эштон) — 5:43
5. «Belsen Was a Gas» (Sex Pistols) — 2:51
6. «Chatterbox» (Джонни Сандерс) — 3:13
7. «Shake Appeal» (Игги Поп/Джеймс Уильямсон) — 3:55
8. «Something Else» (Эдди Кокран) — 2:02
9. «My Way» (Фрэнк Синатра) — 4:44